# Peter Fitzgerald
Peter Gosselin Fitzgerald (født 20. oktober 1960 i Elgin, Illinois) er en amerikansk republikansk politiker. Fitzgerald repræsenterede delstaten Illinois i USA's senat fra 1999 til 2005.
Fitzgerald aflagde i 1982 sin grundeksamen ved Dartmouth College, og var så Rotarystipendiat ved Aristotelesuniversitetet i Thessaloniki. Han aflagde juraeksamen i 1986 ved University of Michigan, og arbejdede derefter som forretningsadvokat. Fitzgerald sad ved delstatens senat fra 1992 til 1998.
Fitzgerald slog den siddende senator, Carol Moseley Braun, ved senatsvalget i 1998, med 50,35% af stemmerne, mod Moseley Brauns 47,44%. Han stillede op for omvalg efter en mandatperiode i senatet, og blev i 2005 efterfulgt af Barack Obama.